# Aspila ononidis
Aspila ononidis är en fjärilsart som beskrevs av Carl Reutti 1898. Aspila ononidis ingår i släktet Aspila och familjen nattflyn. Inga underarter finns listade i Catalogue of Life.